# Beli Grič
Beli Grič je naselje v Občini Mokronog - Trebelno.